# 北利根工業団地
北利根工業団地（きたとねこうぎょうだんち）は、茨城県古河市北利根にある内陸型工業団地。

## 概要
関東平野のほぼ中央、古河市の南部に位置する平地の内陸型工業団地である。広さは約123.0ha。丘里工業団地と同時に計画・造成された。JR東日本古河駅から東南方向におよそ8km。南北を縦断する新4号国道バイパスに近い。素材・物流など多業種の企業が集積している。

## 沿革
（企業名は一部を例示）
- 1960年（昭和35年）
  - 3月 - 茨城県猿島郡総和村（総和町を経て、現在の古河市）に「工場誘致対策委員会」設立[2]
  - 8月 - 引き続き「総和村工場誘致条例」制定[2]
- 1961年（昭和36年）3月 - 茨城県が「茨城県総合振興計画（大綱）」公示。古河・総和地域が工業化拠点とされた[2]
- 1964年（昭和39年）- 日本住宅公団によって釈迦山工業団地の造成が開始される[3]
- 1966年（昭和41年）- 釈迦山工業団地造成完了[4]
- 1967年（昭和42年）9月25日 - 地名変更にともない、釈迦山工業団地から北利根工業団地へ改称。このときは釈迦・久能・高野・水海の一部が「北利根」に変更（茨城県告示1201号）[3]
- 1968年11月 - ジャパンパイル茨城工場新設（当時は大同コンクリート）[6]
- 1969年（昭和44年）8月 - アイオン関東工場操業開始（当時は鐘紡株式会社）[7]
- 1970年（昭和45年）
  - - BASFジャパン北利根工場設立[8]
  - 8月 - 積水ハウス関東工場設置・操業開始[9]
- 1971年（昭和46年）- ジャパンフリトレー古河工場稼働開始[10]
- 1972年（昭和47年）7月 - 日本バイリーン東京工場完成[11] [12]
- 2011年（平成23年）11月4日 - プロロジス「プロロジスパーク古河1」竣工（BTS型物流施設）[13]
- 2017年（平成29年）4月27日 - プロロジス「プロロジスパーク古河2」竣工（BTS型物流施設）[14]
- 2018年（平成30年）7月30日 - プロロジス「プロロジスパーク古河3」竣工（BTS型物流施設）[15]
- 2023年（令和5年）5月18日 - プロロジス「プロロジスパーク古河4」竣工（マルチテナント型物流施設）[16]
- 2024年（令和6年）
  - 4月15日 - プロロジス「プロロジスパーク古河5」竣工（BTS型物流施設）[17]
  - 12月  - プロロジス「プロロジスパーク古河6」竣工（マルチテナント型物流施設）・同社はさらに施設増強中[18]

## 主な企業
古河市工業会の会員企業名簿などから。
- アールエム東セロ
- アイオン
- きもと
- 三久自動車工業
- 三洋工業茨城工場
- ジャパンパイル
- ジャパンフリトレー
- 関商店
- 積水ハウス東日本プロダクトセンター
- 東京ガスエンジニアリングソリューションズ
- トウペ
- 日本梱包運輸倉庫
- 日本バイリーン
- BASFジャパン
- 不動テトラ東京機械センター
- ロジスティードケミカル
- プロロジス

## 交通

### 鉄道
- 最寄駅はJR東日本の東北本線（宇都宮線・上野東京ライン・湘南新宿ライン）古河駅。当駅東口から国道4号・国道354号などを経由して、およそ8kmの距離

### 路線バス
- 古河駅東口からジェイアールバス関東の「駒羽根循環」（31、35系統）乗車。「北利根工業団地」などで下車

### 道路
- 新4号国道高野交差点・久能交差点近く